# Gröntjärnen (Äppelbo socken, Dalarna)
Gröntjärnen är en sjö i Vansbro kommun i Dalarna och ingår i Dalälvens huvudavrinningsområde.